# Fuentelsaz
Fuentelsaz ist eine Gemeinde in der spanischen Provinz Guadalajara der Autonomen Region Kastilien-La Mancha. Sie liegt etwa auf halbem Wege zwischen Madrid und Saragossa, 30 km südlich vom Calatayud und 30 km nördlich von Molina de Aragón, an der Grenze der Provinzen Guadalajara und Aragón.
Der Ort liegt im zentralen Gebiet der altkastilischen Kette in der Übergangszone in die Zentralkordilleren.
Ein geologisches Profil 500 m nördlich der Ortschaft ist der Global Stratotype Section and Point (GSSP: entspricht etwa einem Typprofil) des Aalenium, der Zeit von 171,6–175,6 Millionen Jahre v. Chr., einer der vier chronographischen Unterstufen des Mitteljura.

## Bevölkerungsentwicklung
| Jahr      | 1991 | 1996 | 2001 | 2004 | 2006 |
| --------- | ---- | ---- | ---- | ---- | ---- |
| Einwohner | 158  | 156  | 132  | 118  | 118  |

## Historische Namensgebung
Der Chronist Juan Ruiz de Molina beschreibt die Entstehung des Namens aus der bestehenden Quelle = Fuente und den alten Weidenbäumen = Salix (lat), also letztendlich „Quelle an den Weiden“.

## Sehenswürdigkeiten
- Kirche San Pedro aus dem 16. Jahrhundert
- Ruinen mehrerer Stadthäuser, Paläste und Klöster in beeindruckender Lage

## Söhne und Töchter
- Gregório Alonso Aparicio (1894–1982), römisch-katholischer Ordensgeistlicher und Prälat von Marajó